# Aitona Martin eta biok
Aitona Martin eta biok es un cortometraje dirigido por Pello Varela estrenado en 2004, que se basa en un cuento de Bernardo Atxaga. El cortometraje fue rodado en Araya, y producido por el Taller de Imagen de Apota de Araya.
Tuvo una calurosa acogida, por el estilo clásico que el director introdujo en ella. Recibió buenas valoraciones y felicitaciones por parte de grandes figuras culturales de la época, así como Bernardo Atxaga.
Asimismo, fue seleccionado en el Certamen de Cine Vasco de Lequeitio, obteniendo el segundo premio, y recibió dos de los premios otorgados en el Festival de Gaztebideo de Vitoria.

## Sinopsis
Sebastián es un niño que va a vivir al pueblo de sus tíos. Allí conoce a su abuelo, un hombre atormentado con la muerte, que él lo denomina Terranova. Junto al descubrimiento de la madurez, Sebastián conoce a una chica de su edad, y con ella algunas de las costumbres vascas aún vivas en los pequeños pueblos.

## Simbología
El cortometraje respeta en todo momento la simbología original del cuento de Bernardo Atxaga: Sugeak txoriari begiratzen dionean (cuando la culebra mira al pájaro). Así, el tema de la muerte siempre presente en el personaje del abuelo, se manifiesta en una segunda parte, con la introducción de los elementos del pájaro y la culebra, que representan la vida y la muerte, respectivamente.
De esa manera, en una escena muy conocida, el abuelo y Sebastián asisten a la muerte de un pájaro por una culebra, y al dicho de que cuando la muerte mira a alguien (la culebra), aquel (el pájaro) no tiene salida y queda hipnotizado hasta el momento final (como cuando la culebra mira al pájaro).
El símbolo del pájaro y la culebra es considerado una de las metáforas más acertadas del hombre y la muerte, y en este caso la muerte y el abuelo, que ya la ha mirado, y es consciente de ello, algo que le produce un profundo pesar en el cortometraje de Pello Varela y en el cuento de Bernardo Atxaga. 

## Premios
- Segundo Premio en el Certamen de Cine Vasco de Lequeitio (2005).

Festival Gaztebideo
| Categoría                | Resultado |
| ------------------------ | --------- |
| Mejor Ambientación       | Ganador   |
| Película con más Valores | Ganador   |

- Datos: Q3755027